# 奧阿 (美屬薩摩亞)
奧阿 （英語：Aua）是美屬薩摩亞圖圖伊拉島上的一個村莊。它位於美屬薩摩亞001號高速公路沿線，是美屬薩摩亞006號高速公路的南端終點站。奧阿地處帕果帕果灣東岸之佩瓦山山麓。萊洛阿洛亞也是奧阿的一部分。
根據2010年美國人口普查的數據顯示，居住於奧阿的總人口數量為2077人。